# Tulelake (Kalifornija)
Tulelake je grad u američkoj saveznoj državi Kalifornija. Prema popisu stanovništva iz 2010. u njemu je živjelo 1.010 stanovnika.